# Football Club Valencia
El Football Club Valencia fue un club de futbol de principios del s. XX de Valencia, fundado en otoño de 1905 por Jugadores del Club Español de Football de Barcelona y del Club Español de Valencia. Se disuelve en 1911.

## Historia
En octubre de 1906 queda constituido el F.C. Valencia, creado por jugadores del Club Español de Football de Barcelona y del Club Español de Valencia, una sociedad hecha exclusivamente para el futbol que contará con varios equipos, sumando un buen número de jugadores seniors e infantiles. Durante 1906 la crece la afición y en los barrios marítimos empiezan a desarrollarse equipos que juegan en el Camp de La Platgeta, en abril el F.C. Valencia se desplaza a tierras castellonenses, donde se enfrenta a clubs representativos de las ciudades de Castellón y Burriana. El 3 de enero de 1907 se inscribe en el Registro del Gobierno Civil, conservando el Campo del Camino Hondo del Grau como su estadio, propiedad de Hilario Miquel. Pronto dejará de ser la única sociedad local existente, puesto que en los barrios del Cabañal y el Grau surge a inicios de 1907 el Foot-ball Club Cabañal, también conocido como Club Marítimo. Se convierte en el gran rival de los valencianistas, con quienes se enfrentan en varias ocasiones sin conocer resultado. Durante gran parte de 1908 el fútbol sufre un frenazo y la actividad desciende notablemente, una vez superada la crisis, el F.C. Valencia se reincorpora a la actividad futbolística, pero no pasa lo mismo F.C. Cabañal que cesa sus actividades. A finales del mismo año se constituye el Levante F.C. Los levantinistas se enfrentan a los juveniles del F.C. Valencia y a distintos combinados de este último con varios resultados  dependiendo de su composición, asentando con su presencia un deporte que empieza a despertar en la ciudad. El fútbol se incluye como atractivo para la Exposición Regional de 1909, en junio de ese mismo año se hace un torneo de carácter nacional que impulsará este deporte definitivamente, invitando para la ocasión a equipos importantes como el F.C. Barcelona, C.D. Español (de Barcelona) y la Sociedad Gimnástica Española (de Madrid). Debido al bajo nivel que los clubes locales ofrecen frente a sus invitados, previamente a este torneo, se disputa una eliminatoria a partido único entre el F.C. Valencia y el Alicante Recreation Club para deducir quién de los dos pasará a la fase final, saliendo vencedores los valencianistas y aprovechándose el momento para enfrentarse ambas asociaciones y al F.C. Cabañal, reunido expresamente y quien, muy bajo de forma, sufre muchas derrotas. En cuanto al Levante F.C., queda reducido a enfrentarse al equipo juvenil del F.C. Valencia. En el torneo nacional, será el F.C. Barcelona quien se imponga. Después de la competición de la Exposición Regional se crea de la Federación Regional Valenciana de Clubs de Foot-ball, nombrando una comisión gestora que alerta a los clubs que presenten su documentación antes del día 7 de septiembre, el primero en hacerlo en el F.C. Valencia. En 1910 pasan varios sucesos como el del mes de mayo en el cual se funda la Sociedad Gimnástica Valenciana, un club multideportivo que integra como sección futbolística al F.C. Valencia, resultando en una iniciativa que no cuaja y que termina en 1911 por desaparecer.